# FK Lwów (1992)
FK Lwów (ukr. Футбольний клуб «Львів», Futbolnyj Kłub "Lwiw") – ukraiński klub piłkarski z siedzibą we Lwowie. Założony w 1992 roku.
Występuje w rozgrywkach ukraińskiej Premier Lihi.

## Historia
Chronologia nazw:
- 1992—2001: FK Lwów (ukr. ФК «Львів»)

Klub FK Lwów we Lwowie został założony w 1992 roku. 
W sezonie 1993/1994 klub występował w Perechidnij Lidze, a w sezonie 1994/1995 w Druhij Lidze.
W sezonie 1995/1996 lwowianie debiutowali w Pierwszej Lidze.
W 2001 roku został rozformowany.

## Sukcesy
- awans do Pierwszej Lihi (1x):

1995

## Trenerzy
- 1992-1994:  Mychajło Wilchowy
- 1994-1998:  Stepan Jurczyszyn
- 1999-2001:  Wołodymyr Żurawczak